# Saos-2
Saos-2是一種人類骨肉瘤細胞系，通常在骨癌研究中用作研究新療法的模型，最初是在1973年分離自一名11歲白人女性原發性骨肉瘤中患者，而該患者已接受氨甲蝶呤、阿黴素及長春新鹼等的治療。
1987年，科研人員發現細胞對副甲狀腺激素顯示敏感的腺苷酸環化酶反應，隨細胞密度增加而增加，並且通過地塞米松（一種人工合成的皮質類固醇）治療進一步提高。隨後確定Saos-2細胞具有數個成骨細胞的特徵，故而可以作為人類成骨細胞樣細胞的永生細胞系及骨相關分子的來源。Saos-2細胞的模態染色體數為56，超過三分之二的染色體組由重排的染色體組成，大多數的標記染色體具有復雜的重排結構，並且無法識別組成這些標記染色體的片段來源。

## 科研用途
在科學研究中，使用Saos-2細胞的優點包括具有記錄良好的表徵數據，並且可以在短時間內獲得大量細胞，以及Saos-2細胞可以像成骨細胞般完全分化。有研究描述Saos-2細胞的細胞外基質具有礦化能力，使其成為研究與人類成骨細胞分化晚期有關事件的模型。它培養於成骨誘導培養液時會進行成骨分化及礦化，表現為Col I、OCN、鹼性磷酸酶活性等成骨指標水平增高及形成礦化基質。Saos-2細胞在誘導培養7天後，TG2的表達和TG活性都顯著增加，而且Saos-2細胞的成骨分化過程會被TG活性抑制劑所阻滯。

## 外部連結
- Cellosaurus entry for Saos-2（页面存档备份，存于）